# Chosedaju
Il Chosedaju (in russo Хоседаю?) è un fiume della Russia europea settentrionale (Circondario autonomo dei Nenec e Repubblica dei Komi), affluente di destra della Adz'va (bacino idrografico della Pečora).
Nasce dal lago Chosedaty nella vasta Bol'šezemel'skaja Tundra, scorrendo con direzione sud-occidentale; svolta successivamente a sud-sud-est. Sfocia nella Adz'va dalla destra idrografica, a 58 km dalla foce. Ha una lunghezza di 167 km; l'area del suo bacino è di 2 630 km².